# Polski Prometeusz
Polski Prometeusz (fr. Le Prométhée polonais lub Allégorie de la Pologne vaincue) – obraz olejny namalowany w 1831 przez francuskiego malarza Horace′a Verneta, pod wpływem klęski powstania listopadowego skierowanego przeciwko Imperium Rosyjskiemu.
Obraz przedstawia martwego polskiego żołnierza leżącego na ziemi z rękojeścią szabli w prawej dłoni, na którego tułowiu siedzi wojowniczy, czarny orzeł, będący symbolem Rosji. Kompozycja i temat obrazu będącego alegorią upadku Polski, nawiązują do starogreckiego mitu o Prometeuszu.
Obraz znajduje się w zbiorach Biblioteki Polskiej w Paryżu.